# Hochzeitsnacht im Paradies (1950)
Hochzeitsnacht im Paradies ist die erste Verfilmung der gleichnamigen Operette von Heinz Hentschke mit Johannes Heesters und Claude Farell in den Hauptrollen.

## Handlung
Die Verfilmung folgt weitgehend dem Handlungsrahmen der Operettenvorlage:
Pieter van Goos hat sich einen Namen als gefeierter Film- und Operettensänger gemacht und ist der Schwarm aller Damen. Nun will er endlich „sesshaft“ werden und heiraten. Die Dame seines Herzens ist durchaus willig. Sie heißt Clarisse Röders und ist die charmante Tochter des wohlhabenden Reeders Otto Röders. Doch Pieters Bühnenpartnerin Rosita Pareira ist damit ganz und gar nicht einverstanden. Einst waren der ausgeglichene Holländer und die heißblütige Rosita auch privat ein Paar, und wenn es nach La Pareira gehen würde, bliebe es auch dabei. Pieter und Clarisse planen ihre Hochzeitsreise ins romantische Venedig, doch diese Reise wird ein ziemliches Durcheinander, denn Rosita fährt den beiden nach und will unbedingt als Störenfried die Beziehung des Liebes- und Ehepaars wirken. Nach allerlei Irrungen und Wirrungen, Eifersuchtsattacken und Intrigen inklusive, können Pieter und Clarisse doch noch ihre Hochzeitsnacht im Paradies erleben.

## Produktionsnotizen
Hochzeitsnacht im Paradies entstand Mitte 1950 in Wiesbaden (Atelieraufnahmen) und in Venedig (Außenaufnahmen). Die Uraufführung erfolgte am 24. Oktober 1950 in der Essener Lichtburg, die Berliner Premiere war am 23. Dezember desselben Jahres. 
Produzent Heinrich Jonen übernahm auch die Produktionsleitung. Fritz Maurischat entwarf die von Paul Markwitz ausgeführten Filmbauten, Brigitte Scholz die Kostüme. Jens Keith gestaltete die Choreographie, Günther Schwenn schrieb die Liedtexte.
Es gab nie eine Fernsehausstrahlung oder gar eine Video- oder DVD-Veröffentlichung, da der Film mehr oder minder als verschollen gilt. Es existieren lediglich ein Kinotrailer im Archiv der Deutschen Kinemathek und eine Kopie mit holländischen Untertiteln im EYE Film Instituut Nederland.

## Kritik
Im Lexikon des Internationalen Films heißt es: „Verfilmung einer Operette von Friedrich Schröder mit komödiantischen Einfällen und einer Fülle populärer Schlager, von Johannes Heesters elegant serviert.“